# Proceso estacionario
En matemáticas, un proceso estacionario (o proceso estrictamente estacionario) es un proceso estocástico cuya distribución de probabilidad en un instante de tiempo fijo o una posición fija es constante para todos los instantes de tiempo o posiciones. En consecuencia, parámetros tales como la media y la varianza, si existen, no varían a lo largo del tiempo o la posición.
Por ejemplo, el ruido blanco es estacionario. Sin embargo, el sonido de un golpe de platillos no es estacionario, pues la energía acústica del golpe (y por lo tanto su varianza) disminuye con el tiempo.
Un proceso estacionario de tiempo discreto, donde el espacio muestral también es discreto (de manera que la variable aleatoria pueda tomar uno de N valores posibles) se llama esquema de Bernoulli. Cuando N = 2, el proceso se llama proceso de Bernoulli.

## Estacionaridad débil o de sentido amplio
Una forma más débil de estacionaridad de uso común en procesamiento de señales es la llamada estacionaridad débil o estacionaridad en sentido amplio. Un proceso aleatorio estacionario en sentido amplio solo requiere que el primer y segundo momento no varíe con respecto al tiempo. Todo proceso estacionario en sentido estricto de segundo orden que tenga media y varianza definidas, es también estacionario en sentido amplio.
De esta manera, un proceso aleatorio de tiempo continuo x(t) que sea estacionario en sentido amplio tiene las siguientes restricciones sobre su función media:
1. {\displaystyle \mathbb {E} \{x(t)\}=m_{x}(t)=m_{x}(t+\tau )\,\,\forall \,\tau \in \mathbb {R} },
y función de correlación:
2. {\displaystyle \mathbb {E} \{x(t_{1})x(t_{2})\}=R_{x}(t_{1},t_{2})=R_{x}(t_{1}+\tau ,t_{2}+\tau )=R_{x}(t_{1}+(-t_{2}),t_{2}+(-t_{2}))=R_{x}(t_{1}-t_{2},0)\,\,\forall \,\tau \in \mathbb {R} .}
La primera propiedad implica que su función media mx(t) debe ser constante. La segunda propiedad implica que la función de correlación depende solo de la diferencia entre {\displaystyle t_{1}} y {\displaystyle t_{2}}, y sólo necesita ser indexada por una única variable en lugar de dos. Así, en lugar de escribir:
{\displaystyle \,\!R_{x}(t_{1}-t_{2},0)\,},
normalmente se abrevia notando de la siguiente manera:
{\displaystyle R_{x}(\tau ),\qquad {\text{con }}\tau =t_{1}-t_{2}.}
Al procesar señales aleatorias estacionarias en sentido amplio mediante filtros lineales, invariantes en el tiempo (LTI), resulta útil pensar la función de correlación como un operador lineal. Dado que es un operador circular (pues depende solo de la diferencia entre dos argumentos), sus funciones propias son las exponenciales complejas de Fourier. Más aún, dado que las funciones propias de operadores LTI son también exponenciales complejas, el procesado LTI de señales aleatorias estacionarias en sentido amplio es altamente tratable: todos los cómputos pueden realizarse en el dominio de la frecuencia. Así, asumir estacionaridad en sentido amplio resulta muy común en algoritmos de procesamiento de señales.